# Четырёхугольник
Четырёхугольник — это геометрическая фигура (многоугольник), состоящая из четырёх точек (вершин), никакие три из которых не лежат на одной прямой, и четырёх отрезков (сторон), последовательно соединяющих эти точки без самопересечений. Различают выпуклые и невыпуклые четырёхугольники.

## Виды четырёхугольников

### Четырёхугольники с параллельными противоположными  сторонами
- Квадрат — четырёхугольник, у которого все углы прямые и все стороны равны;
- Параллелограмм — четырёхугольник, у которого противоположные стороны попарно равны и параллельны;
  - Прямоугольник — четырёхугольник, у которого все углы прямые;
  - Ромб — четырёхугольник, у которого все стороны равны;
  - Ромбоид — это параллелограмм , в котором смежные стороны имеют разные длины, и углы не являются прямыми.
- Трапеция — четырёхугольник, у которого две стороны параллельны и две другие не параллельны;

### Четырёхугольники с антипараллельными противоположными  сторонами
- Антипараллелограмм или контрпараллелограмм — плоский невыпуклый (самопересекающийся) четырёхугольник, в котором каждые две противоположные стороны равны между собой, но не параллельны, в отличие от параллелограмма.
- Равнобедренная трапеция.
- Четырёхугольник, вписанный в окружность или вписанный четырёхугольник —  это четырёхугольник, вершины которого лежат на одной окружности. Он же является четырёхугольником с антипараллельными противоположными  сторонами

### Четырёхугольники с перпендикулярными смежными сторонами
- Квадрат
- Прямоугольная трапеция
- Прямоугольник
- Прямоугольный дельтоид

### Четырёхугольники с перпендикулярными диагоналями

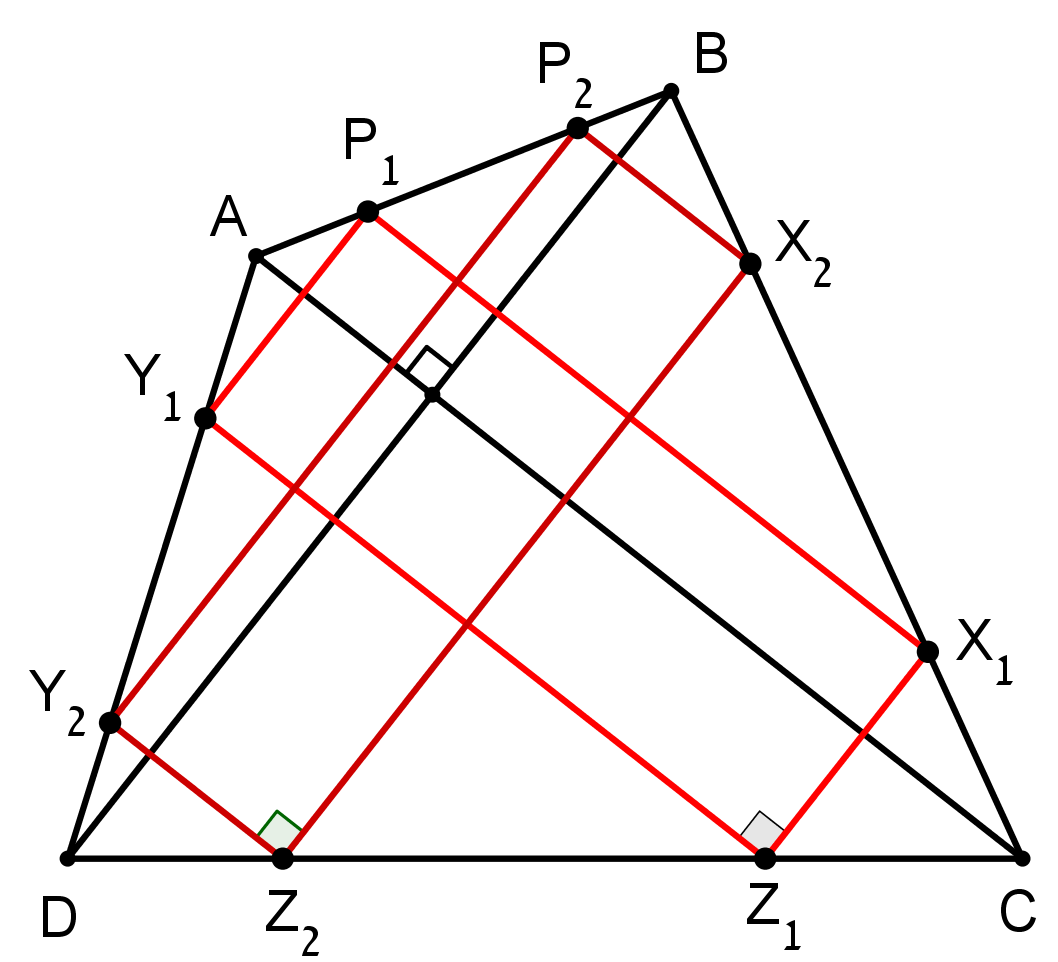
- ортодиагональный четырехугольник, и прямоугольники, вписанные в, и стороны которых параллельны диагоналям четырехугольник.

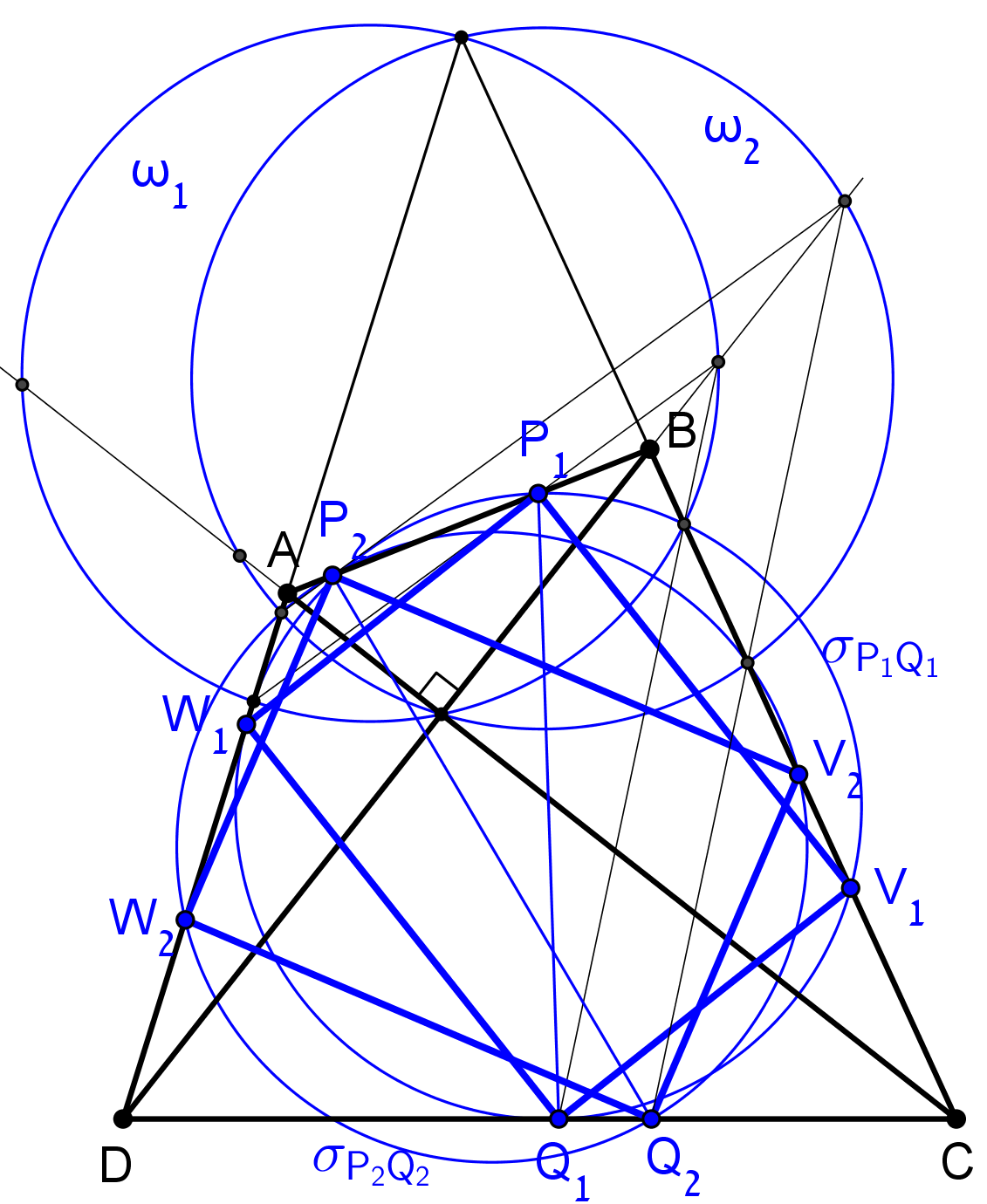
- ортодиагональный четырехугольник. и точки Паскаля, формируемые с помощью окружности, – окружность точек Паскаля, определяющая остальные вершины прямоугольника вписанного в. и точки Паскаля, формируемые с помощью окружности, – окружность точек Паскаля, определяющая остальные вершины прямоугольника вписанного в.

- Дельтоид
- Квадрат
- Четырёхугольник ортодиагональный или ортодиагональный четырёхугольник — это четырёхугольник, в котором диагонали пересекаются под прямым углом.
- Ромб

### Четырёхугольники с параллельными диагоналями
- Антипараллелограмм

### Четырёхугольники с равными противоположными сторонами
- Антипараллелограмм
- Квадрат
- Параллелограмм
- Прямоугольник
- Ромб
- Ромбоид
- Равнобедренная трапеция или Равнобокая трапеция.

### Четырёхугольники с равными диагоналями
- Квадрат
- Четырёхугольник равнодиагональный или равнодиагональный четырёхугольник — это выпуклый четырёхугольник, две диагонали которого имеют равные длины.
- Прямоугольник
- Равнобедренная трапеция или равнобокая трапеция.

### Четырёхугольники, описанные около окружности
- Четырёхугольник описанный или описанный четырёхугольник — это выпуклый четырёхугольник, стороны которого являются касательными к одной окружности внутри четырёхугольника.

### Полный четырёхсторонник

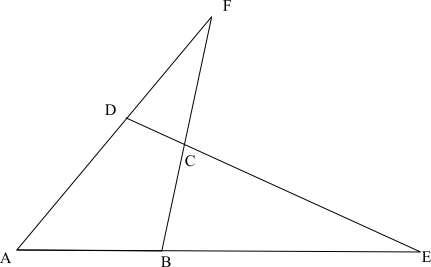
Полный четырёхсторонник

Хотя такое название может быть эквивалентно четырёхугольнику, в него часто вкладывают дополнительный смысл. Четвёрка прямых, никакие две из которых не параллельны и никакие три не проходят через одну точку, называется полным четырёхсторонником. Такая конфигурация встречается в некоторых утверждениях евклидовой геометрии (например, теорема Менелая, прямая Ньютона — Гаусса, прямая Обера, теорема Микеля и др.), в которых часто все прямые являются взаимозаменяемыми.

## Сумма углов
Согласно теореме о сумме углов многоугольника, сумма углов четырёхугольника без самопересечений равна 360°.
{\displaystyle \sum _{i=1}^{4}\alpha _{i}=(4-2)\cdot 180^{\circ }=2\cdot 180^{\circ }=360^{\circ }}

## Метрические соотношения

### Неравенство четырёхугольника
Модуль разности любых двух сторон четырёхугольника не превосходит суммы двух других сторон.
{\displaystyle \left|a-b\right|\leq c+d}.
Эквивалентно: в любом четырёхугольнике (включая вырожденный) сумма длин трёх его сторон не меньше длины четвёртой стороны, то есть:
{\displaystyle a\leq b+c+d};
{\displaystyle b\leq a+c+d};
{\displaystyle c\leq a+b+d};
{\displaystyle d\leq a+b+c}.
Равенство в неравенстве четырёхугольника достигается только в том случае, если он вырожденный, то есть все четыре его вершины лежат на одной прямой.

### Неравенство Птолемея
Для сторон {\displaystyle a,b,c,d} и диагоналей {\displaystyle e,f} выпуклого четырёхугольника выполнено неравенство Птолемея:
{\displaystyle |e|\cdot |f|\leq |a|\cdot |c|+|b|\cdot |d|,}
причём равенство достигается тогда и только тогда, когда выпуклый четырёхугольник вписан в окружность или его вершины лежат на одной прямой.

### Соотношения между сторонами и диагоналями четырёхугольника
Шесть расстояний между четырьмя произвольными точками плоскости, взятыми попарно, связаны соотношением:
{\displaystyle a^{2}c^{2}\left(b^{2}+d^{2}+e^{2}+f^{2}-a^{2}-c^{2}\right)+b^{2}d^{2}\left(a^{2}+c^{2}+e^{2}+f^{2}-b^{2}-d^{2}\right)+}
{\displaystyle +e^{2}f^{2}\left(a^{2}+c^{2}+b^{2}+d^{2}-e^{2}-f^{2}\right)=(abe)^{2}+(bcf)^{2}+(cde)^{2}+(daf)^{2}}.
Это соотношение можно представить в виде определителя:
{\displaystyle \left|{\begin{matrix}0&a^{2}&e^{2}&d^{2}&1\\a^{2}&0&b^{2}&f^{2}&1\\e^{2}&b^{2}&0&c^{2}&1\\d^{2}&f^{2}&c^{2}&0&1\\1&1&1&1&0\end{matrix}}\right|=0}
Этот определитель с точностью до множителя 288 представляет собой выражение для квадрата объёма тетраэдра через длины его рёбер с помощью определителя Кэли-Менгера. Если вершины тетраэдра лежат в одной плоскости, то он имеет нулевой объём и превращается в четырёхугольник. Длины рёбер будут длинами сторон или диагоналей четырёхугольника.

### Соотношения Бретшнайдера
Соотношения Бретшнайдера — соотношение между сторонами {\displaystyle a,b,c,d,} противоположными углами {\displaystyle \angle A,\angle C} и диагоналями {\displaystyle e,f} простого (несамопересекающегося) четырёхугольника:
{\displaystyle e^{2}f^{2}=a^{2}c^{2}+b^{2}d^{2}-2abcd\cos(\angle A+\angle C)},
{\displaystyle e^{2}f^{2}=(ac+bd)^{2}-4abcd\cos ^{2}{\dfrac {\angle A+\angle C}{2}}},
{\displaystyle e^{2}f^{2}=(ac-bd)^{2}+4abcd\sin ^{2}{\dfrac {\angle A+\angle C}{2}}}.

### Другие свойства
Угол {\displaystyle \theta } на пересечении диагоналей простого четырёхугольника удовлетворяет следующему условию:
{\displaystyle \cos \theta ={\frac {a^{2}+c^{2}-b^{2}-d^{2}}{2d_{1}d_{2}}}},
где {\displaystyle d_{1},d_{2}} — диагонали четырёхугольника. Данная формула эквивалентна теореме косинусов для треугольников.

## Специальные прямые линии четырёхугольника

### Средние линии четырёхугольника

Точки E, K, F лежат на одной прямой, прямой Ньютона

Пусть {\displaystyle G,I,H,J} — середины сторон выпуклого четырёхугольника {\displaystyle ABCD,} а {\displaystyle E,F} — середины его диагоналей. Назовем три отрезка {\displaystyle GH,IJ,EF} соответственно первой, второй и третьей средними линиями четырёхугольника. Первые две из них также называют бимедианами.

### Теоремы о средних линиях четырёхугольника
- Обобщённая теорема Ньютона. Все три средние линии четырёхугольника пересекаются в одной точке (в центроиде вершин («vertex centroid») четырёхугольника) и делятся ею пополам.
- Середины E и F двух диагоналей, а также центроид вершин K выпуклого четырёхугольника лежат на одной прямой EF. Указанная прямая называется прямой Ньютона.
- Заметим, что прямая Ньютона — Гаусса совпадает с прямой Ньютона, ибо обе проходят через середины диагоналей.
- Теорема Вариньона:
  - Четырёхугольники GIHJ, EHFG, JEIF являются параллелограммами и называются параллелограммами Вариньона. Первый из них назовем большим параллелограммом Вариньона
  - Центрами этих трёх параллелограммов Вариньона назовем точки пересечения их пар диагоналей.
  - Центры всех трёх параллелограммов Вариньона лежат в одной и той же точке - на середине отрезка, соединяющего середины сторон исходного четырёхугольника (в этой же точке пересекаются отрезки, соединяющие середины противоположных сторон — диагонали вариньоновского параллелограмма).
  - Периметр большого параллелограмма Вариньона {\displaystyle GIHJ} равен сумме диагоналей исходного четырёхугольника.
  - Площадь большого параллелограмма Вариньона {\displaystyle GIHJ} равна половине площади исходного четырёхугольника {\displaystyle ABCD}, то есть
{\displaystyle S_{GIHJ}={\frac {1}{2}}S_{ABCD}}.
  - Площадь исходного четырёхугольника {\displaystyle ABCD} равна произведению первой {\displaystyle GH} и второй {\displaystyle IJ} средних линий четырёхугольника на синус угла {\displaystyle \phi } между ними, то есть
{\displaystyle S_{ABCD}=GH\cdot IJ\sin \phi }.
  - Сумма квадратов трёх средних линий четырёхугольника равна четверти суммы квадратов всех его сторон и диагоналей:
{\displaystyle GH^{2}+IJ^{2}+EF^{2}={\frac {1}{4}}(AB^{2}+BC^{2}+CD^{2}+DA^{2}+BD^{2}+AC^{2})}.
- Формула Эйлера: учетверённый квадрат расстояния между серединами диагоналей равен сумме квадратов сторон четырёхугольника минус сумма квадратов его диагоналей.
- Математически для рисунка справа вверху с серым четырёхугольником ABCD формула Эйлера записывается в виде:
{\displaystyle (2EF)^{2}=AB^{2}+BC^{2}+CD^{2}+DA^{2}-BD^{2}-AC^{2}}.

### Прямая Ньютона

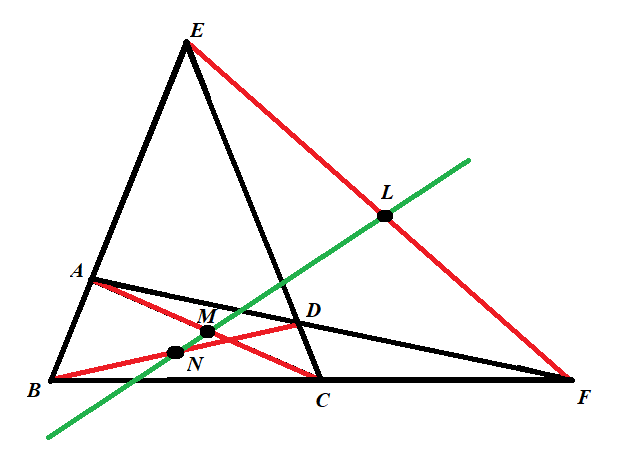
Прямая, получаемая соединением середин диагоналей (L, M и N), называется прямой Ньютона — Гаусса (зелёная)

- Если в четырёхугольнике две пары противоположных сторон не параллельны, то две середины его диагоналей лежат на прямой, которая проходит через середину отрезка, соединяющего две точки пересечения этих двух пар противоположных сторон (на рисунке точки показаны красным цветом). Указанная прямая называется прямой Ньютона (на рисунке она показана зелёным цветом). При этом прямая Ньютона всегда перпендикулярна прямой Обера.
- Точки, лежащие на прямой Ньютона, удовлетворяют теореме Анна.

### Ортополярные линии ортополюсов троек вершин четырехугольника
Если задана фиксированная прямая линия ℓ, и выбрана любая из трех вершин четырехугольника {\displaystyle ABCD}, то все ортополюсы данной прямой линии ℓ относительно всех таких треугольников лежат на одной прямой. Эта линия называется ортополярной линией для данной линии ℓ относительно четырехугольника {\displaystyle ABCD}

## Специальные точки четырёхугольника

### Центроид четырёхугольника
- Четыре отрезка, каждый из которых соединяет вершину четырёхугольника с центроидом треугольника, образованного оставшимися тремя вершинами, пересекаются в центроиде четырёхугольника и делятся им в отношении 3:1, считая от вершин.
- См. также свойства центроида четырёхугольника.

### Точка Понселе четырёхугольника
Внутри четырёхугольника существует точка Понселе (см. параграф "Окружности девяти точек треугольников внутри четырёхугольника").

### Точка Микеля четырёхугольника
У каждого четырёхугольника, кроме параллелограмма, существует точка Микеля.

## Окружности девяти точек треугольников внутри четырёхугольника
В произвольном выпуклом четырёхугольнике {\displaystyle ABCD} окружности девяти точек треугольников {\displaystyle ABC,BCD,CDA,DAB}, на которые его разбивают две диагонали, пересекаются в одной точке — в точке Понселе.

## Частные случаи четырёхугольников

### Вписанные четырёхугольники
- Говорят, что если около четырёхугольника можно описать окружность, то четырёхугольник вписан в эту окружность, и наоборот.
- В частности, четырёхугольниками, вписанными в окружность, являются: прямоугольник, квадрат, равнобедренная или равнобочная трапеция, антипараллелограмм.
- Теоремы для вписанных четырёхугольников:
  - Две теоремы Птолемея. Для простого (несамопересекающегося) четырёхугольника, вписанного в окружность, имеющего длины пар противоположных сторон: a и c, b и d, а также длины диагоналей e и f, справедливы:

1) Первая теорема Птолемея
{\displaystyle ef=ac+bd};
2) Вторая теорема Птолемея
{\displaystyle {\frac {e}{f}}={\frac {ad+bc}{ab+cd}}.}
В последней формуле пары смежных сторон числителя a и d, b и c опираются своими общими внутри пары концами на диагональ длиной e. Аналогичное утверждение имеет место для знаменателя.
3) Формулы для длин диагоналей (следствия первой и второй теорем Птолемея)
{\displaystyle e={\sqrt {\frac {(ac+bd)(ad+bc)}{ab+cd}}}} и {\displaystyle f={\sqrt {\frac {(ac+bd)(ab+cd)}{ad+bc}}}}
- - Теорема Монжа об ортоцентре вписанного четырехугольника. 4 отрезка прямых (4 антимедатрисы[5]), проведенных из середин 4 сторон вписанного четырехугольника перпендикулярно к противолежащим сторонам, пересекаются в ортоцентре Н этого четырехугольника[6][7].
  - Теорема о  вписанности в окружность пары диагональных треугольников. Если выпуклый четырёхугольник вписан в некоторую окружность, то в ту же самую окружность вписаны и пара треугольников, на которые разбивает четырёхугольник любая из его диагоналей (связь с окружностями треугольника).
  - Теорема о четырёх медиатрисах. Из последнего утверждения следует: если три из четырёх медиатрис (или срединных перпендикуляров), проведённых к сторонам выпуклого четырёхугольника, пресекаются в одной точке, то в той же точке пресекается и медиатриса его четвёртой стороны. Более того, такой четырёхугольник вписан в некоторую окружность, центр которой находится в точке пресечения указанных медиатрис[8].

Японская теорема (Japanese theorem)

- - Теоремы о четырех диагональных треугольниках и об их вписанных окружностях[9]. Если во вписанном в окружность четырёхугольнике провести диагональ, а в полученные два треугольника вписать две окружности, затем аналогично поступить, проведя вторую диагональ, тогда центры четырёх образовавшихся окружностей являются вершинами прямоугольника (то есть лежат на одной окружности). Эту теорему называют японской теоремой (Japanese theorem). (см. рис.). Кроме того, ортоцентры четырёх описанных здесь треугольников являются вершинами четырёхугольника, подобного исходному четырёхугольнику ABCD (то есть также лежат на другой окружности, ибо вершины исходного вписанного четырёхугольника лежат на некоторой окружности). Наконец, центроиды этих четырёх треугольников лежат на третьей окружности[10].
  - Теорема о четырёх проекциях вершин вписанного четырёхугольника на его диагонали[11]. Пусть {\displaystyle ABCD} — вписанный четырёхугольник, {\displaystyle A_{1}} — основание перпендикуляра, опущенного из вершины Невозможно разобрать выражение (SVG (MathML можно включить с помощью плагина для браузера): Недопустимый ответ («Math extension cannot connect to Restbase.») от сервера «http://localhost:6011/ru.wikipedia.org/v1/»:): {\displaystyle A}
 на диагональ {\displaystyle BD}; аналогично определяются точки {\displaystyle B_{1},C_{1},D_{1}}. Тогда точки {\displaystyle A_{1},B_{1},C_{1},D_{1}} лежат на одной окружности.
  - Теорема Брокара. Центр описанной около четырёхугольника окружности — точка пересечения высот треугольника с вершинами в точке пересечения диагоналей и в точках пересечения противоположных сторон.

- Критерии вписанности четырёхугольников:
  - Первый критерий вписанности четырёхугольника. Около четырёхугольника можно описать окружность тогда и только тогда, когда сумма противоположных углов равна 180°, то есть:

{\displaystyle \angle A+\angle C=\angle B+\angle D=180^{\circ }}.
- - Второй критерий вписанности четырёхугольника. Около четырёхугольника можно описать окружность тогда и только тогда, когда любая пара его противоположных сторон антипараллельна.

Теорема Микеля-Штейнера для четырёхстронника

- - Третий критерий вписанности четырёхугольника. Выпуклый четырёхугольник (см. рис. справа), образованный четырьмя данными прямыми Микеля, вписан в окружность тогда и только тогда, когда точка Микеля M четырёхугольника лежит на прямой, соединяющей две из шести точек пересечения прямых (те, которые не являются вершинами четырёхугольника). То есть, когда M лежит на EF.
  - Прямая, антипараллельная стороне треугольника и пересекающая его, отсекает от него четырёхугольник, около которого всегда можно описать окружность.
  - Четвертый критерий вписанности четырёхугольника. Условие, при котором совмещение двух треугольников с одной равной стороной даёт четырёхугольник, вписанный в окружность[12]. Для того, чтобы два треугольника с тройками длин сторон соответственно (a, b, f) и (c, d, f) при их совмещении вдоль общей стороны с длиной, равной f, давали в итоге четырёхугольник, вписанный в окружность с последовательностью сторон (a, b, c, d), необходимо условие[13]:84

{\displaystyle f^{2}={\frac {(ac+bd)(ad+bc)}{(ab+cd)}}.}
- - Последнее условие даёт выражение для диагонали f четырёхугольника, вписанного в окружность, через длины четырёх его сторон (a, b, c, d). Эта формула немедленно следует при перемножении и при приравнивании друг другу левых и правых частей формул, выражающих суть первой и второй теорем Птолемея (см. выше).

- Площадь вписанного в окружность четырёхугольника:
  - Площадь вписанного в окружность четырёхугольника по формуле Брахмагупты равна[14]:

{\displaystyle S={\sqrt {(p-a)(p-b)(p-c)(p-d)}},} где p — полупериметр четырёхугольника.
- - Последняя формула следует из общей формулы (1) в рамке в параграфе «Площадь», если в ней учесть, что {\displaystyle 2\theta =\angle A+\angle C=\angle B+\angle D=180^{\circ }}
  - Последняя формула есть обобщение формулы Герона на случай четырёхугольника.
  - Формула Брахмагупты для площади вписанного в окружность четырёхугольника может быть записана через определитель[8]:

{\displaystyle S={\frac {1}{4}}{\sqrt {-{\begin{vmatrix}a&b&c&-d\\b&a&-d&c\\c&-d&a&b\\-d&c&b&a\end{vmatrix}}}}}
- Радиус окружности, описанной около четырёхугольника:

{\displaystyle R={\frac {1}{4}}{\sqrt {\frac {(ab+cd)(ad+bc)(ac+bd)}{(p-a)(p-b)(p-c)(p-d)}}}}

### Вписанные четырёхугольники с перпендикулярными диагоналями

- Теорема Брахмагупты. Для вписанных ортодиагональных четырёхугольников справедлива теорема Брахмагупты: Если вписанный четырёхугольник имеет перпендикулярные диагонали, пересекающиеся в точке {\displaystyle M}, то две пары его антимедиатрис проходят через точку {\displaystyle M}.
- Замечание. В этой теореме под антимедиатрисой[15] понимают отрезок {\displaystyle FE} четырёхугольника на рисунке справа (по аналогии с серединным перпендикуляром (медиатрисой) к стороне треугольника). Он перпендикулярен одной стороне и одновременно проходит через середину противоположной ей стороны четырёхугольника.
- Теорема об окружности восьми точек ортодиагонального четырёхугольника . Известна теорема: Если в четырёхугольнике перпендикулярны диагонали, то на одной окружности (окружность восьми точек четырёхугольника) лежат восемь точек: середины сторон и проекции середин сторон на противоположные стороны[16]. Из этой теоремы и теоремы Брахмагупты следует, что концы двух пар антимедиатрис (восемь точек) вписанного ортодиагонального четырёхугольника лежат на одной окружности (окружность восьми точек четырёхугольника).
- Частные вписанные ортодиагональные четырёхугольники. Частными вписанными ортодиагональными четырёхугольниками, вписанными в окружность, являются квадрат, дельтоид с парой прямых противоположных углов, равнобокая ортодиагональная трапеция и другие.

### Описанные четырёхугольники
- Говорят, что если в четырёхугольник можно вписать окружность, то четырёхугольник описан около этой окружности, и наоборот.
- Некоторые (но не все) четырёхугольники имеют вписанную окружность. Они называются описанными четырёхугольниками. 
  - Частными четырёхугольниками, описанными около окружности, являются: ромб, квадрат, дельтоид.
- Критерии описанности четырёхугольников:
  - Среди свойств описанных четырёхугольников наиболее важным является то, что суммы противоположных сторон равны. Это утверждение называется теоремой Пито.
  - Иными словами, выпуклый четырёхугольник является описанным около окружности тогда и только тогда, когда суммы длин противоположных сторон равны, то есть: {\displaystyle AB+CD=BC+AD}.

- Теоремы для описанных четырёхугольников:
  - Теорема о двух равных сторонах угла, касающегося окружности. Точки касания вписанной окружности с четырёхугольником отсекают равные отрезки от углов четырёхугольника.
  - Теорема о продолжении двух пар противоположных сторон четырёхугольника. Если выпуклый четырёхугольник не имеет параллельных сторон и он описан около некоторой окружности, то около этой же самой окружности описаны и пара треугольников, которые получаются при продолжении двух его пар противоположных сторон до их пересечения (связь с окружностями треугольника).
  - Теорема о четырёх биссектрисах. Из последнего утверждения следует: если три из четырёх биссектрис (или биссекторов), проведённых для внутренних углов выпуклого четырёхугольника, пресекаются в одной точке, то в той же точке пресекается и биссектриса его четвёртого внутреннего угла. Более того такой четырёхугольник описан около некоторой окружности, центр которой находится в точке пресечения указанных биссектрис[17].
  - Теорема Ньютона. Если четырёхугольник является описанным около окружности, то центр его вписанной окружности лежит на прямой Ньютона. Более точное утверждение ниже.
  - Теорема Ньютона. Во всяком описанном четырёхугольнике две середины диагоналей и центр вписанной окружности лежат на одной прямой. На ней же лежит середина отрезка с концами в точках пересечения продолжений противоположных сторон четырёхугольника (если они не параллельны). Эта прямая называется прямой Ньютона. На рисунке (вторая группа рисунков сверху) она зелёная, диагонали красные, отрезок с концами в точках пересечения продолжений противоположных сторон четырёхугольника тоже красный.
  - Теорема Брокара. Центр описанной около четырёхугольника окружности — точка пересечения высот треугольника с вершинами в точке пересечения диагоналей и в точках пересечения противоположных сторон.

- Площадь описанного четырёхугольника
  - Условие {\displaystyle AB+CD=BC+AD} означает, что {\displaystyle a+c=b+d}.

Вводя понятие полупериметра p, имеем {\displaystyle p=(a+d+b+c)/2=a+c=b+d}. Следовательно, также имеем {\displaystyle p=(a+d+b+c)/2=a+c=b+d}. Далее можно заметить: {\displaystyle p-a=c;p-b=d;p-c=a;p-d=b.} Следовательно, {\displaystyle (p-a)(p-b)(p-c)(p-d)=abcd.} Тогда по формуле (1) в рамке в параграфе «Площадь» имеем
{\displaystyle S={\sqrt {(p-a)(p-b)(p-c)(p-d)-abcd\cos ^{2}\theta }}=}
{\displaystyle ={\sqrt {abcd-abcd\cos ^{2}\theta }}={\sqrt {abcd\sin ^{2}\theta }}={\sqrt {abcd}}\sin \theta .}
- - Поскольку четырёхугольник описан, то его площадь также равна половине периметра p, умноженной на радиус r вписанной окружности: {\displaystyle S=pr}.

### Вписанно-описанные четырёхугольники

Вписано-описанные четырёхугольники ABCD и EFGH и Поризм Понселе для них

- Вписанно-описанные четырёхугольники — четырёхугольники, которые могут быть одновременно описаны около некоторой окружности, а также вписаны в некоторую окружность. Другие их названия — бицентрические четырёхугольники (Bicentric quadrilateral), хордо-касающиеся четырёхугольники (chord-tangent quadrilateral) или двух-окружностные четырёхугольники (double circle quadrilateral).
- Частным вписанно-описанным четырёхугольником является квадрат.

#### Свойства
- Критерии одновременной вписанности и описанности четырёхугольника
  - Любое одно из двух указанных ниже условий по отдельности является необходимым, но не достаточным условием для того, чтобы данный выпуклый четырёхугольник был вписанно-описанным для некоторых окружностей:

{\displaystyle AB+CD=BC+AD} и {\displaystyle \angle A+\angle C=\angle B+\angle D=180^{\circ }}.
- - Выполнение двух последних условий одновременно для некоторого выпуклого четырёхугольника является необходимым и достаточным для того, чтобы данный четырёхугольник был вписанно-описанным.

- Теоремы для вписанно-описанных четырёхугольников

Вписано-описанный четырёхугольник ABCD с центром I вписанной и с центром O описанной окружностей

- - Теорема Фусса (Fuss' theorem). Для радиусов R и r соответственно описанной и вписанной окружностей данного четырёхугольника и расстояния x между центрами {\displaystyle I} и {\displaystyle O} этих окружностей (см. рис.) выполняется соотношение, представляющее четырёхугольниковый аналог теоремы Эйлера (аналогичная формула Эйлера есть для треугольника)[18][19][20]:

{\displaystyle {\frac {1}{(R+x)^{2}}}+{\frac {1}{(R-x)^{2}}}={\frac {1}{r^{2}}}}
или
{\displaystyle \displaystyle 2r^{2}(R^{2}+x^{2})=(R^{2}-x^{2})^{2}.}
или
{\displaystyle x^{2}=R^{2}+r^{2}-r{\sqrt {4R^{2}+r^{2}}}}
или
{\displaystyle x={\sqrt {R^{2}+r^{2}-r{\sqrt {4R^{2}+r^{2}}}}}.}

Вписанно-описанный четырёхугольник ABCD и его внутренне-касающийся вписанный четырёхугольник WXYZ

- - Теорема. Следующие три условия для вписанно-описанного четырёхугольника касаются точек, в которых вписанная в касательный четырёхугольник окружность является касательной к сторонам. Если вписанная окружность касается сторон AB, BC, CD, DA в точках W, X, Y, Z соответственно, то касательный четырёхугольник ABCD является также описанным, если и только если выполнено любое из следующих трёх условий (см. рис.):[21]
  - WY перпендикулярно к XZ
  - {\displaystyle {\frac {AW}{WB}}={\frac {DY}{YC}}}
  - {\displaystyle {\frac {AC}{BD}}={\frac {AW+CY}{BX+DZ}}}.
  - Теорема Понселе. Для вписанно-описанного четырёхугольника справедлива теорема Понселе.

#### Площадь вписанно-описанного четырёхугольника
- Если четырёхугольник и вписан, и описан, то по формуле Бретшнайдера имеем: {\displaystyle S={\sqrt {abcd}}}.
  - Последняя формула получается из формулы площади предыдущего параграфа для описанного четырёхугольника {\displaystyle S={\sqrt {abcd}}\sin \theta }, если учесть, что {\displaystyle \theta =90^{\circ };\sin 90^{0}=1} (для вписанного четырёхугольника {\displaystyle 2\theta =~\angle A+\angle C=\angle B+\angle D=180^{\circ }}).
- Поскольку четырёхугольник описан, то его площадь также равна половине его периметра p, умноженной на радиус r вписанной окружности: {\displaystyle S=pr}.
- Другая формула площади вписанно-описанного четырёхугольника:

{\displaystyle S={\frac {p^{2}}{\operatorname {tg} {\frac {A}{2}}+\operatorname {tg} {\frac {B}{2}}+\operatorname {tg} {\frac {C}{2}}+\operatorname {tg} {\frac {D}{2}}}}}

### Разбиение сторон касательного четырехугольника точками касания с окружностью

Разбиение сторон касательного четырехугольника точками касания с окружностью

- Восемь «длин касательных» («e», «f», «g», «h» на рисунке справа) касательного четырехугольника — это отрезки прямой от вершины до точек, где окружность касается сторон. Из каждой вершины есть две касательных к окружности равной длины (см. рис.).
- Обозначим также две «касательные хорды» («k» и «l» на рисунке) касательного четырехугольника — это отрезки линий, которые соединяют точки на противоположных сторонах, где окружность касается этих сторон. Они также являются диагоналями «контактного четырехугольника», имеющего вершины в точках касания четырехугольника {\displaystyle ABCD} с окружностью.

Тогда площадь вписанно-описанного четырёхугольника равна:p.128
{\displaystyle S={\sqrt[{4}]{efgh}}(e+f+g+h),}
а также
{\displaystyle S=AI\cdot CI+BI\cdot DI.}
- Если к двум хордам для касательных k и l и диагоналям p и q ввести дополнительно еще две бимедианы m и n выпуклого четырехугольника, как отрезки прямых, соединяющих середины противоположных сторон, то площадь вписанно-описанного четырёхугольника будет равна[22]

{\displaystyle S=\left|{\frac {m^{2}-n^{2}}{k^{2}-l^{2}}}\right|kl}
{\displaystyle S={\frac {klpq}{k^{2}+l^{2}}}.}

## Внеописанные четырёхугольники

### Внеописанный четырёхугольник для окружности

Внеописанный четырёхугольник ABCD и его вневписанная окружность

- Внеописанный четырёхугольник — это выпуклый четырёхугольник, продолжения всех четырёх сторон которого являются касательными к окружности (вне четырёхугольника)[23]. Окружность называется вневписанной. Центр вневписанной окружности лежит на пересечении шести биссектрис.
- Вневписанная окружность существует не для всякого четырёхугольника. Если противоположные стороны выпуклого четырёхугольника ABCD пересекаются в точках E и F, то условием его внеописанности является любое из двух условий ниже:

{\displaystyle AB+BC=AD+DC\quad \Leftrightarrow \quad AE+EC=AF+FC.}

### Внеописанный четырёхугольник для параболы
- Парабола, вневписанная для четырёхугольника. Такая парабола существует у любого выпуклого четырёхугольника и она касается всех 4 сторон данного четырёхугольника (четырёхсторонника) или их продолжений. Её директриса совпадает с прямой Обера — Штейнера[24].

## Четырёхугольники с перпендикулярными элементами
- Ниже выделены параграфы для четырёхугольников с перпендикулярными парами элементов: с 2 перпендикулярными сторонами и с 2 перпендикулярными диагоналями.
- Эти четырёхугольники вырождаются в прямоугольный треугольник, если длина одной нужной стороны (из их 4 сторон), лежащей вблизи прямого угла или же опирающейся концами на этот угол, стремится к нулю.

## Четырёхугольники с перпендикулярными сторонами

### Четырёхугольники с перпендикулярными противоположными сторонами
- Две противоположные стороны четырёхугольника перпендикулярны тогда и только тогда, когда сумма квадратов двух других противоположных сторон равна сумме квадратов диагоналей.
- Если сумма углов при одном из оснований трапеции равна 90°, то продолжения боковых (противоположных) сторон пересекаются под прямым углом, а отрезок, соединяющий середины оснований, равен полуразности оснований.

### Четырёхугольники с 2 парами перпендикулярных смежных сторон
- Если у выпуклого четырёхугольника перпендикулярны две пары смежных сторон (то есть два противоположных угла прямые), то этот четырёхугольник может быть вписан в некоторую окружность. Более того, диаметром этой окружности будет служить диагональ, на которую опираются одними концами указанные две пары смежных сторон.
- Частными четырёхугольниками с перпендикулярными сторонами являются: прямоугольник, квадрат и прямоугольная трапеция.

### Четырёхугольники с 3 перпендикулярными смежными сторонами
- Если у выпуклого четырёхугольника перпендикулярны 3 смежные стороны (то есть 2 внутренних угла прямые), то этот четырёхугольник - прямоугольная трапеция.

### Четырёхугольники с перпендикулярными диагоналями
- Четырёхугольники с перпендикулярными диагоналями называются ортодиагональными четырёхугольниками.
- Диагонали четырёхугольника перпендикулярны тогда и только тогда, когда суммы квадратов противоположных сторон равны.
- Площадь ортодиагонального четырёхугольника равна половине произведения его диагоналей: {\displaystyle S={\frac {1}{2}}ef}.
- Средние линии четырёхугольника равны тогда и только тогда, когда равны суммы квадратов его противоположных сторон.
- Антимедиатрисой четырёхугольника называются отрезок прямой, выходящий из середины одной его стороны и перпендикулярный противоположной ей стороне.
- Теорема Брахмагупты. Если у четырёхугольника перпендикулярны диагонали и он может быть вписан в некоторую окружность, то четыре его антимедиатрисы пересекаются в одной точке. Более того, этой точкой пересечения антимедиатрис является точка пересечения его диагоналей.
- Если у четырёхугольника перпендикулярны диагонали и он может быть вписан в некоторую окружность, то учетверённый квадрат её радиуса R равен сумме квадратов любой пары противоположных его сторон: {\displaystyle a^{2}+c^{2}=b^{2}+d^{2}=4R^{2}.}
- Если у четырёхугольника перпендикулярны диагонали и он может быть описан около некоторой окружности, то у него равны произведения двух пар противоположных сторон: {\displaystyle ac=bd.}
- Параллелограмм Вариньона с вершинами в серединах сторон ортодиагонального четырёхугольника является прямоугольником.
- Если в четырёхугольнике перпендикулярны диагонали, то на одной окружности (окружность восьми точек четырёхугольника) лежат восемь точек: середины сторон и проекции середин сторон на противоположные стороны[16].
- Частными ортодиагональными четырёхугольниками являются: ромб, квадрат, дельтоид.
- Если у выпуклого четырёхугольника перпендикулярны диагонали, то середины четырёх его сторон являются вершинами прямоугольника (следствие теоремы Вариньона). Верно и обратное. Кроме того, у прямоугольника равны диагонали. Следовательно, у выпуклого четырёхугольника диагонали перпендикулярны тогда и только тогда, когда у него равны между собой длины двух его бимедиан (длины двух отрезков, соединяющих середины противоположных сторон)[25].
- Таблица сравнения свойств описанного и ортодиагонального четырёхугольника:

Их метрические свойства очень похожи (см. табл.). Здесь обозначены: a, b, c, d — длины их сторон, R1, R2, R3, R4, и радиусы описанных окружностей, проведённых через эти стороны и через точку пересечения диагоналей, h1, h2, h3, h4 — высоты, опущенные на них из точки пересечения диагоналей.
| описанный четырёхугольник                                                                   | ортодиагональный четырёхугольник                                                                            |
| ------------------------------------------------------------------------------------------- | --- |
| {\displaystyle a+c=b+d}                                                                     | {\displaystyle a^{2}+c^{2}=b^{2}+d^{2}}                                                                     |
| {\displaystyle R_{1}+R_{3}=R_{2}+R_{4}}                                                     | {\displaystyle R_{1}^{2}+R_{3}^{2}=R_{2}^{2}+R_{4}^{2}}                                                     |
| {\displaystyle {\frac {1}{h_{1}}}+{\frac {1}{h_{3}}}={\frac {1}{h_{2}}}+{\frac {1}{h_{4}}}} | {\displaystyle {\frac {1}{h_{1}^{2}}}+{\frac {1}{h_{3}^{2}}}={\frac {1}{h_{2}^{2}}}+{\frac {1}{h_{4}^{2}}}} |

- Кроме того, для медиан на стороны ортодиагонального четырёхугольника, опущенных из точки пересечения диагоналей, верно: {\displaystyle m_{1}^{2}+m_{3}^{2}=m_{2}^{2}+m_{4}^{2}}.

- В любой ортодиагональный четырехугольник можно вписать бесконечно много прямоугольников, относящихся к следующим двум множествам:

(i) прямоугольники, чьи стороны параллельны диагоналям ортодиагонального четырехугольника
(ii) прямоугольники, определяемые окружностями точек Паскаля.

## Свойства диагоналей некоторых четырёхугольников
В следующей таблице указано, есть ли у диагоналей некоторых из самых основных четырёхугольников деление пополам в точке их пересечения, есть ли перпендикулярность диагоналей, есть ли равенство длин диагоналей, и есть ли деление ими углов пополам. Список относится к наиболее общим случаям и исчерпывает собой названные подмножества четырёхугольников.
| Четырёхугольник         | Деление диагоналей пополам в точке их пересечения | Перпендикулярность диагоналей | Равенство длин диагоналей | Деление углов пополам диагоналями  |
| ----------------------- | ------------------------------------------------- | ----------------------------- | ------------------------- | ---------------------------------- |
| Трапеция                | Нет                                               | См. замечание 1               | Нет                       | Нет                                |
| Равнобедренная трапеция | Нет                                               | См. замечание 1               | Да                        | Хотя бы двух противоположных углов |
| Параллелограмм          | Да                                                | Нет                           | Нет                       | Нет                                |
| Дельтоид                | См. замечание 2                                   | Да                            | См. замечание 2           | См. замечание 2                    |
| Прямоугольник           | Да                                                | Нет                           | Да                        | Нет                                |
| Ромб                    | Да                                                | Да                            | Нет                       | Да                                 |
| Квадрат                 | Да                                                | Да                            | Да                        | Да                                 |

Замечание 1: Наиболее общие трапеции и равнобедренные трапеций не имеют перпендикулярных диагоналей, но есть бесконечное число (неподобных) трапеций и равнобедренных трапеций, которые действительно имеют перпендикулярные диагонали и не похожи на какой-либо другой названный четырёхугольник.

Замечание 2: У дельтоида одна диагональ делит пополам другую. Другая же диагональ делит его противоположные углы пополам. Наиболее общий дельтоид имеет неодинаковые диагонали, но есть бесконечное число (неподобных) дельтоидов, у которых диагонали равны по длине (и дельтоиды не являются каким-либо другим из названных четырёхугольников).

## Симметрия четырёхугольников

Симметрии некоторых четырёхугольников

На рис. показаны некоторые симметричные четырёхугольники, их переход друг в друга, а также дуальные к ним. Обозначения на рис.:
- Kite (змей) — дельтоид (ромбоид)
- Parallelogram — параллелограмм
- Irregular quadrilateral — неправильный четырёхугольник
- Rhombus — ромб
- Rectangle — прямоугольник
- Square — квадрат
- Gyrational Square — вращающийся квадрат
- Isosceles Trapezoid — равнобедренная трапеция

## Площадь
- Площадь {\displaystyle S} произвольного несамопересекающегося четырёхугольника с диагоналями {\displaystyle d_{1}}, {\displaystyle d_{2}} и углом {\displaystyle \alpha } между ними (или диагональю и продолжением другой), равна:

{\displaystyle S={\frac {d_{1}d_{2}\sin \alpha }{2}}}
- Площадь произвольного выпуклого четырёхугольника равна произведению первой {\displaystyle GH} и второй {\displaystyle IJ} средних линий четырёхугольника на синус угла {\displaystyle \phi } между ними, то есть

{\displaystyle S_{ABCD}=GH\cdot IJ\sin \phi }.
Замечание. Первая и вторая средние линии четырёхугольника — отрезки, соединяющие середины его противоположных сторон
- Площадь произвольного несамопересекающегося четырёхугольника равна[14]:

{\displaystyle S={\frac {\sqrt {4d_{1}^{2}d_{2}^{2}-\left(b^{2}+d^{2}-a^{2}-c^{2}\right)^{2}}}{4}}}, где {\displaystyle d_{1}}, {\displaystyle d_{2}} — длины диагоналей; a, b, c, d — длины сторон.
- Площадь произвольного несамопересекающегося четырёхугольника также равна

{\displaystyle S={\sqrt {(p-a)(p-b)(p-c)(p-d)-abcd\cos ^{2}\theta }}}, где p — полупериметр, а {\displaystyle \theta ={\frac {\angle A+\angle C}{2}}} — полусумма противоположных углов четырёхугольника (Какую именно пару противоположных углов взять роли не играет, так как если полусумма одной пары противоположных углов равна {\displaystyle \theta }, то полусумма двух других углов будет {\displaystyle 180^{\circ }-\theta } и {\displaystyle \cos ^{2}(180^{\circ }-\theta )=\cos ^{2}\theta }). Из этой формулы для вписанных четырёхугольников следует формула Брахмагупты.
- Площадь произвольного выпуклого четырëхугольника также можно найти как сумму площадей треугольников, образовываемых любой из двух диагоналей:

{\displaystyle S={\frac {1}{2}}(ab\sin \angle C+cd\sin \angle A)={\frac {1}{2}}(bc\sin \angle B+ad\sin \angle D),}
где {\displaystyle \angle A} лежит между сторонами {\displaystyle c,d}; {\displaystyle \angle B} — между {\displaystyle b,c}; {\displaystyle \angle C} — между {\displaystyle a,b}; а {\displaystyle \angle D} — между {\displaystyle a,d}.
- Площадь произвольного выпуклого четырёхугольника по формуле Бретшнайдера с учётом одного из соотношений Бретшнайдера может быть записана в виде:

{\displaystyle S={\sqrt {(p-a)(p-b)(p-c)(p-d)+\textstyle {1 \over 4}((ef)^{2}-(ac+bd)^{2})}}=}
{\displaystyle ={\sqrt {(p-a)(p-b)(p-c)(p-d)+\textstyle {1 \over 4}(ef+ac+bd)(ef-ac-bd)}}}, где p — полупериметр, e и f — диагонали четырёхугольника.
- Площадь {\displaystyle S} произвольного несамопересекающегося четырёхугольника, заданного на плоскости координатами своих вершин {\displaystyle (x_{1},y_{1}),(x_{2},y_{2}),(x_{3},y_{3}),(x_{4},y_{4})} в порядке обхода, равна:

{\displaystyle S={\frac {1}{2}}{\big |}(x_{1}-x_{2})(y_{1}+y_{2})+(x_{2}-x_{3})(y_{2}+y_{3})+(x_{3}-x_{4})(y_{3}+y_{4})+(x_{4}-x_{1})(y_{4}+y_{1}){\big |}}
- Площадь несамопересекающегося четырёхугольника, угол между диагоналями которого отличен от прямого, равна

{\displaystyle S=|\tan \alpha |{\frac {|b^{2}+d^{2}-a^{2}-c^{2}|}{4}}},
где {\displaystyle \alpha } — угол между диагоналями (или диагональю и продолжением другой) данного четырёхугольника.

### История
В древности египтяне и некоторые другие народы использовали для определения площади четырёхугольника неверную формулу — произведение полусумм его противоположных сторон a, b, c, d:
{\displaystyle S={\frac {a+c}{2}}\cdot {\frac {b+d}{2}}}.
Для непрямоугольных четырёхугольников эта формула даёт завышенное значение площади. Можно предположить, что она использовалась только для определения площади почти прямоугольных участков земли. При неточном измерении сторон прямоугольника эта формула позволяет повысить точность результата за счёт усреднения исходных измерений.